# (5368) Vitagliano
(5368) Vitagliano es un asteroide perteneciente al cinturón exterior de asteroides, descubierto el 21 de septiembre de 1984 por Henri Debehogne desde el Observatorio de La Silla, Chile.

## Designación y nombre
Designado provisionalmente como 1984 SW5. Fue nombrado Vitagliano en honor al informático italiano Aldo Vitagliano, de la Universidad de Nápoles, escribió el software "Solex" que realizaba simplificaciones personales de métodos de mecánica celeste. Este software permite una gran precisión en la computación de efemérides de cuerpos del sistema solar, incluidos los planetas menores.

## Características orbitales
Vitagliano está situado a una distancia media del Sol de 3,972 ua, pudiendo alejarse hasta 4,303 ua y acercarse hasta 3,642 ua. Su excentricidad es 0,083 y la inclinación orbital 6,262 grados. Emplea 2892,45 días en completar una órbita alrededor del Sol.

## Características físicas
La magnitud absoluta de Vitagliano es 11. Tiene 34,812 km de diámetro y su albedo se estima en 0,058. 